# Букленды
Букленды (баш. Бөкләнде, луговомар. Пӧкленде) — деревня в Мишкинском районе Республики Башкортостан Российской Федерации. Входит в состав Чураевского сельсовета.

## География

### Географическое положение
Расстояние до:
- районного центра (Мишкино): 36 км,
- центра сельсовета (Чураево): 4 км,
- ближайшей ж/д станции (Загородная): 105 км.

## Население
| 2002 | 2009 | 2010 |
| ---- | ---- | ---- |
| 362  | ↘359 | ↘307 |